# Raybon Kan
Raybon Kan (ur. 1966 w Masterton) – komik nowozelandzki chińskiego pochodzenia.
Jego rodzina przeniosła się do Wellington krótko po jego narodzinach. Kan uczęszczał do Wellington College, a później wstąpił na wydział prawa Uniwersytetu Wiktorii. Obecnie mieszka w Auckland, gdzie pisze artykuły do lokalnych gazet.

## Filmografia
- Tongan Ninja (2002)
- Spooked (2004)